# Port lotniczy Yirol
Port lotniczy Yirol (ICAO: HSYL) – port lotniczy położony w Yirol, w Sudanie Południowym, stan Lakes.